# Belitung
Belitung (auch Billiton) ist eine östlich von Sumatra in der Karimata-Straße gelegene indonesische Insel. 

## Geografie
Belitung ist 4478 km² groß und erreicht im Tajam eine Höhe von rund 500 m. Im Westen liegt die Nachbarinsel Bangka. Beide Inseln bilden die indonesischen Provinz Bangka-Belitung. Belitung wird von über 300.000 Menschen bewohnt (gem. Census 2020), Hauptort ist Tanjung Pandan.

## Wirtschaft
Wichtigster Wirtschaftszweig ist der Abbau von Zinnerz.
Der Bergbaukonzern BHP Billiton ist nach der Insel Belitung (engl. Billiton) benannt.

## Kultur

### Wrackfunde
Bekannt ist die Insel wegen zweier bedeutender Wrackfunde. 
- 1999 wurde die Tek Sing geborgen, die um 1800 mit einer Ladung von knapp 1.000.000 Porzellan-Objekten der Qing-Dynastie als Handelsware gesunken war. Dies war der bisher umfangreichste Fund chinesischen Porzellans. Mike Hatcher ließ bei der Bergung 600.000 Objekte zerstören, um den Handelspreis nicht zu gefährden.
- Im selben Jahr wurde eine arabische Dau (Batu Hitam)[2] gefunden, die um 830 mit etwa 60.000 Stück Tang-Porzellan sank. Dies war ein sensationeller Nachweis der intensiven asiatischen Handelsbeziehungen zur Zeit des europäischen Hochmittelalters (maritime Seidenstraße). Der Finder, Tilman Walterfang, verhinderte einen Einzelverkauf der Stücke. Sie wurden als geschlossener Fund in das ArtScience Museum, Singapur gebracht.

## Söhne und Töchter der Insel
- Andrea Hirata, Schriftsteller